# Гусаров, Владимир Николаевич
Владимир Николаевич Гуса́ров (15 апреля 1911, Ромашкино, Самарская губерния — 30 января 1998, Челябинск) — советский техник-металлург. Почётный гражданин города Челябинска (1971), Герой Социалистического Труда (1958), заслуженный металлург РСФСР (1958).

## Биография
Родился 5 апреля 1911 года в с. Ромашкино Бузулукского уезда Самарской губернии. Отец по происхождению из крестьян, после окончания сельской школы самоучкой приобрел себе специальность счетовода, мать — сельская учительница. 
В 1915 году Гусарову-старшему пришлось навсегда покинуть родное Поволжье, перейдя на нелегальное положение из-за преследований полиции. После скитаний по Сибири, Казахстану, Зауралью его семья в 1921 году осела в Челябинске. В 1926 году, по окончании 7-го класса, старший сын Владимир успешно сдал экзамены, прошел большой конкурс и поступил на металлургическое отделение Златоустовского механико-металлургического техникума. Высшую математику, физику и химию здесь преподавали профессора, высланные из Петербурга и Москвы в первые годы Советской власти.
Окончил Златоустовский металлургический техникум (1930), техник-металлург.

В 1930—1960 годах — на Челябинском заводе ферросплавов: мастер, старший мастер, начальник ОТК, начальник плавильного цеха, главный инженер, в 1945—1960 годах — директор; в 1960—1981 годах — директор, в 1981—1998 годах — заместитель начальника проектного отдела, инженер ТО Челябинского электрометаллургического комбината.

Организатор ферросплавной подотрасли страны. Под его руководством было осуществлено строительство специализированных цехов по производству ферровольфрама, ферромолибдена, ферросилиция, низкоуглеродистого феррохрома и технологической извести. В результате реконструкции к концу 1970-х гг. комбинат превратился в крупнейшее в мире предприятие по производству и номенклатуре ферросплавов. Автор способа выплавки ферровольфрама вычерпыванием сплава вместо плавки «на блок». Руководил реконструкцией печей и разработкой технологии выплавки нормального электрокорунда «на выпуск». Разработал проект печи и технологию производства синтетических шлаков, применяемых для десульфурации и дефосфорации стали. Впервые в отечественной практике по его инициативе и под его руководством были построены и освоены в производстве многоподовые печи для обжига молибденового концентрата. Имеет 82 авторских свидетельства на изобретения. Автор 5 печатных работ.
Уделял большое внимание развитию соцкультбыта.Под его контролем были построены дворец культуры, плавательный бассейн "Электрометаллург", кинотеатр "Искра", дом отдыха, медсанчасть и многие другие объекты.
Общий стаж работы Владимира Николаевича Гусарова на комбинате — 67 лет!
Гусаров Владимир Николаевич умер 30 января 1998, Челябинск
Похоронен в Челябинске на Успенском кладбище .
В 2000 году базовому профессиональному училищу Челябинского электрометаллургического комбината (ПУ № 23) было присвоено имя В. Н. Гусарова.

## Награды и премии
- Герой Социалистического Труда (1958)
- Ленинская премия (1966) — за разработку и внедрение технологии производства высококачественной стали различного назначения с обработкой в ковше жидкими синтетическими шлаками
- Сталинская премия третьей степени (1950) — за коренное усовершенствование технологии выплавки ферросплавов
- заслуженный металлург РСФСР (1958),
- Почётный гражданин Челябинска (1971).
- три ордена Ленина (1945, 1958, 1966),
- орден Октябрьской революции (1971),
- два ордена Трудового Красного Знамени (1957, 1974),
- орден Дружбы народов (1981),
- орден «Знак Почёта» (1939),
- медали.